# Languidic
Languidic (in bretone: Langedig) è un comune francese di 7 521 abitanti situato nel dipartimento del Morbihan nella regione della Bretagna.
I suoi abitanti s chiamano Languidiciens o Languidiciennes.

## Società

### Evoluzione demografica
Abitanti censiti

## Amministrazione

### Gemellaggi
- Rimpac,  Germania, dal 1997.
- Great Cornard,  Regno Unito, dal 1989.